# Antuzede e Vil de Matos
Antuzede e Vil de Matos est une paroisse civile portugaise (en portugais : freguesia) de la municipalité de Coimbra dans le district du même nom. Elle est créée en 2013, par fusion des paroisses d'Antuzede et Vil de Matos.

## Géographie
Antuzede e Vil de Matos est située au nord-ouest du centre de Coimbra.

## Histoire
La paroisse est créée par la loi no 11-A/2013 du 28 janvier 2013 portant réorganisation administrative du territoire des freguesias, en fusionnant les paroisses d'Antuzede et Vil de Matos. Son nom officiel est União das Freguesias de Antuzede e Vil de Matos et son siège est fixé à Antuzede.

## Démographie
Lors du recensement de 2021, Antuzede e Vil de Matos compte 2 842 habitants.